# Алямды
Алямды (узб. Alamlisoy) — небольшая горная река (сай) в Пайарыкском районе Самаркандской области Узбекистана.

## Этимология названия
Словом Alam (Алам) в узбекском языке называются разноцветные, в основном, белые, тряпки, которыми принято обвязывать деревья вблизи могил почитаемых святых, либо палку на могиле убитого человека. Данный корень входит в состав многих топонимов, в частности, Alamlisoy.

## Описание
Длина сая составляет более 8 километров, площадь водосборного бассейна — 11 км². Среднегодовой расход воды равен 20—25 л/сек. Питание реки дождевое и родниковое. При этом около 40 % годового стока приходится на весенние месяцы и, прежде всего, на апрель — 18 %, тогда как доля остальных месяцев в годовом стоке колеблется в районе 5—9 %. В период половодья в русле наблюдаются селевые явления.
Сай берёт начало на южном склоне хребта Каракчатау, на высоте около 900 метров. Согласно топографическим картам Генштаба, Алямды вытекает из одноимённого родника. В верховьях на берегах реки расположен кишлак Алямды, при этом близ истока стоят кошары скотоводов. Вначале имея южное направление течения, Алямды постепенно меняет его на юго-западное, со всё меньшим уклоном к югу. Сай образует долину шириной 100—200 метров, в которой насчитывают до трёх речных террас. Согласно «Национальной Энциклопедии Узбекистана», река заканчивается в предгорьях Тахиршейх.